# Porpax meirax
Porpax meirax là một loài thực vật có hoa trong họ Lan. Loài này được (E.C.Parish & Rchb.f.) King & Pantl. miêu tả khoa học đầu tiên năm 1898.